# Hjördis Petterson
Hjördis Olga Maria Pettersson (Visby, 17 ottobre 1908 – Stoccolma, 27 maggio 1988) è stata un'attrice svedese.

## Filmografia parziale
- Anderssonskans Kalle, regia di Sigurd Wallén (1934)
- Lille Fridolf och jag, regia di Torgny Anderberg (1956)
- Fridolfs farliga ålder, regia di Torgny Anderberg (1959)
- Kattorna, regia di Henning Carlsen (1965)